# Grande Ravine (Santa Lucía)
Grande Ravine es una localidad de Santa Lucía, que forma parte del distrito de Dennery.